# Medaille voor Schone Kunsten
De Turkse Medaille voor Schone Kunsten (Turks: Sanay-i Nefise Madalyasi) werd in 1889 door Sultan Abdulhamid II gesticht. De medaille werd voor kunst en wetenschap ingesteld maar werd, zeker in de eerste jaren, vooral in de huishouding van de keizer met zijn hoftheater en hoforkest verleend. 
De oorspronkelijke naam was Iftihar Madalyasi oftewel Medaille voor Algemene Verdienste maar het werd al snel de Sanay-i Nefise Madalyasi, of meestal kortweg Sanayi Medaille genoemd.
Merkwaardig genoeg verleenden de wispelturige Turkse autocraten de medaille ook voor verdienste in het leger waarbij ze soms de Liyakat medaille verving. De in twee graden, goud en zilver, verleende onderscheiding werd behalve aan de genoemde artiesten ook aan de werknemers van de Keizerlijke porseleinmanufactuur in Yildiz verleend.
Op de voorzijde van de medaille staat het grote Osmaanse wapen. Op de keerzijde is binnen een lauwerkrans ruimte voor een inscriptie. Het lint is half wit en half rood in verticale banen.